# Weta Workshop
Weta Workshop is een Nieuw-Zeelands bedrijf gespecialiseerd in visuele effecten voor films en televisieseries. Het bedrijf werd in 1987 opgericht als RT Effects door Richard Taylor en zijn vrouw Tania Rodger. In 1994 werd de naam van het bedrijf veranderd naar het huidige Weta Workshop. Momenteel is Richard Taylor CEO van het bedrijf. 

## Geschiedenis
In de beginjaren werkte het bedrijf vooral aan lokale, Nieuw-Zeelandse producties, waaronder de Peter Jackson films Meet the Feebles en Braindead. In 1993 richtte Taylor samen met filmregisseur Peter Jackson en filmproducenten Jamie Selkirk en Jim Booth Weta Digital op. Dit bedrijf werd opgericht om de "Digital Effects" voor Jacksons Heavenly Creatures te verzorgen. In 1994 stappen Jackson en Selkirk in RT Effects en wordt deze omgedoopt naar het huidige Weta Workshop.
Op 31 december 2015 stapten Peter Jackson en Jamie Selkirk op als directeuren van het bedrijf, wegens een nieuwe gezondheids- en veiligheidswetgeving in Nieuw-Zeeland. De twee behouden wel hun aandelen in het bedrijf.

## Zusterbedrijven

### Stone Street Studios
Stone Street Studios is een productiefaciliteitencomplex. Oorspronkelijk was het terrein en een aantal van de gebouwen deel van een fabriek. Deze fabriek werd gesloten en de gronden en gebouwen werden opgekocht door Peter Jackson, Jamie Selkirk en Richard Taylor. In de latere jaren werden er wegens plaatsgebrek extra gebouwen gemaakt, die in tegenstelling tot de oude fabriekshallen, wel geluiddicht waren en hierdoor beter geschikt zijn voor filmopnames.

### Weta Digital
Weta Digital houdt zich voornamelijk bezig met het creëren van computereffecten. Het bedrijf is in 1993 opgericht om de effecten van Peter Jacksons Heavenly Creatures te verzorgen. Het bedrijf werd internationaal bekend door zijn werk aan de Lord of the Rings trilogy, waarvoor het bedrijf verschillende prijzen won.

### Park Road Post Production
Park Road is van oorsprong een Overheidsbedrijf. In 1999 werd het bedrijf opgekocht door Peter Jackson en Fran Walsh. Het bedrijf levert postproductiefaciliteiten voor audiovisuele projecten. In 2005 werden de gebouwen en infrastructuur volledig vernieuwd en werd de naam veranderd naar Park Road Post Production.

### Portsmouth Rentals
Portsmouth Rentals is een bedrijf gespecialiseerd in het leveren van filmmateriaal, gaande van filmcamera's en GRIP-materiaal tot filmtransportvoertuigen.

### Weta Limited
Weta Limited beheert de merchandising producten van Weta Workshop, gaande van boeken tot reproducties van rekwisieten.